# مورينا هريرا
مورينا هريرا 1959/1960 (العمر 64–65)) هي ناشطة نسوية واجتماعية من السلفادور؛ عُرِفَت من خلال مسيرة أعمالها التي تنادي بحق المرأة في الإجهاض، وهو الأمر الذي تم حظره في بلدها. خدمت هريرا خلال الحرب الأهلية السلفادورية، والتي انتهت عام 1992، في جبهة فارابوندو مارتي للتحرير الوطني كمناضلة يسارية من أجل الحرية ضد الحكومة التي تدعمها الولايات المتحدة الأمريكية. كما كانت ناشطة بشكل خاص للمناهضة بحق الإجهاض الذي نُصَّ على إلغائه منذ عام 1997. أما في عام 2009، فقد بدأت بالعمل مع منظمة «أكادتي»/ المنظمة الوطنية للمطالبة بنزع الطابع الإجرامي عن حق الإجهاض، وهي المنظمة التي تترأسها حالياً the Citizen’s Group for the Decriminalization of Abortion. وفي عام 2016، تم اختيارها لتكون ضمن 100 امرأة (بي بي سي) الذي تشرف عليه هيئة الإذاعة البريطانية (BBC)

## السيرة الذاتية
نشطت هريرا منذ سن مبكرة في الحملات الداعية إلى التغيير الاجتماعي خلال فترة الحرب الأهلية السلفادورية، وخدمت كمناضلة يسارية في سبيل تحقيق الحرية، وحاربت لمدة تفوق العشر سنوات مع جبهة فارابوندو مارتي للتحرير الوطني ضد الحكومة التي تدعمها الولايات المتحدة الأمريكية. كما كانت ذات شخصية جريئة في تصريحاتها المتعلقة باتفاقات السلام التي تم توقيعها عام 1992، قائلة بأن هذه الاتفاقات تمثل إشكالية عميقة بالنسبة لحقوق المرأة في السلفادور، موضحة بأنه: «لقد خلفت هذه الاتفاقات ثغرات كبيرة عندما يتعلق الأمر بحقوق المرأة. وقد أدركتُ بأنه كان عليّ أن أقاتل بطريقة أخرى، فحقوق المرأة من حقوق الإنسان والتي يجب أن تكون لها الأولوية.»
وعلى الرغم من أن الإجهاض كان مقبولاً في الحالات الشديدة التي تتعرض فيها المرأة للخطر أو الاغتصاب، إلا أنه طرأت تغييرات في نظام العقوبات عام 1997 التي تجرّم بهذا الحق وهذا ما زاد حال المرأة سوءاً. ونظرا لأن البلد يدين بالكاثوليكية بشكل بحت، فإن الإجهاض يعتبر غير مقبول حتى بالنسبة للمراهقات الحوامل اللواتي يواجهن مشاكل كثيرة. كما تم إرسال ما يزيد عن 600 امرأة من اللواتي تم اتهامهنّ بجريمة الإجهاض إلى السجن لمدة تصل إلى أربعين عاماً وذلك منذ صدور قانون حظر الإجهاض في السلفادور عام 1998. وأسوأ ما يكون في ظل الظروف المؤسفة هو أن النساء في معظم الحالات قد تعرضنَ للإجهاض بشكل خارج عن سيطرتهن وإرادتهن ويتوجب عليهن الآن أن يتعاملنَ مع الحزن الذي يعيب فقدان أطفالهم أثناء إقامتهن في السجون بسبب «الجريمة» التي لم يرتكبنها. ولذلك، حاربت هريرا وزملاؤها في سبيل حرية هؤلاء النساء ولا سيما المجموعة النسائية المسجونة بغير حق والمعروفة باسم «لاس 17». وبالرغم من جميع الجهود التي تكبدتها هريرا وزملاؤها، إلا أنه تم إطلاق سراح عدد قليل من النساء، كما أدين عدد أكبر من نساء أخريات وتم إرسالهن إلى السجون لاقترافهن نفس الجريمة.
صرحّت هريرا قائلة بأن الحكومة لا تعترف بحقوق المرأة الإنجابية، على رغم المخاطر التي تنطوي عليها أماكن الحمل بالنسبة للأم. وفي الوقت الحالي، يأتي ثلث حالات الحمل في السلفادور من أمهات مراهقات، ويمكن أن يعزى ذلك جزئياً إلى اغتصاب الشابات من قبل العصابات المريعة البارزة بالقرب من سان سلفادور، عاصمة البلاد. وإن هذا ما يجعلهنّ أكثر عرضة إلى مضاعفات الحمل، حيث أن أجسادهن ما زالت في طور النمو والنضج. كما تؤيد الشخصيات السياسية التشريعات التي تنص على تحريم الإجهاض؛ ليخدم مصالحهم الشخصية المبنية على انتخاب الكنيسة و«مؤسسة نعم للحياة» لهم من أجل العودة إلى مناصبهم. فالفكرة الأساسية التي تقوم عليها الكنيسة والمجتمع السلفادوري هي «أن الغاية الوحيدة من النساء في المجتمع هي أن يكنّ أمهات يتوَلّين رعاية المنزل» وهذا ما أدى إلى افتقارهن إلى ما يدعم حقهن في التحكم بأجسادهن.
وما يزيد الطين بلّة، فإنه يصعب على معظم النساء الحصول على وسائل منع الحمل، وحتى إذا حصل بعضهن عليها فإنها عادة لا تكون مجدية بشكل صحيح. وتأمل هريرا بإحداث تغييرات من شأنها أن تنهض بالحقوق القانونية للمرأة في ظل رئاسة الزعيم سلفادور سانشيز سيرين الممتدة حتى عام 2019. إلا أن عملية التغييرات التي طرأت على حقوق المرأة كانت بطيئة بشكل لا يصدق، حيث أن هذه التغييرات من شأنها أن تعرّض حياة الرئيس ومنصبه لخطر العصابات والمجتمع السلفادوري المتمسك بالتشريعات التقليدية.
ما زالت مورينا هريرا تواصل عملها الدؤوب كل يوم من أجل حياة أفضل لجميع النساء في السلفادور، على الرغم من العقبات الكثيرة التي يتعين عليها أن تتغلب عليها والتهديدات المتكررة التي من شأنها أن تعرض حياتها وحياة أسرتها للخطر. فهي تواصل جهودها.

منذ عام 2009 بعد تشكيلها للمنظمة الوطنية التي تطالب بنزع الطابع الإجرامي عن حق الإجهاض إلى يومنا هذا. ففي عام 2013، صرحت هريرا واصفة المحكمة العليا في السلفادور بأنها لا تتمتع بالمسؤولية، بعدما منعت المحكمة حق الإجهاض لامرأة مصابة بمرض عضال، والتي لم يكن لها أي فرصة للبقاء على قيد الحياة. وفي كانون الثاني لعام 2015، خضعت أعمالها ضمن تقرير منظمة العفو الدولية، كما اختيرت عام 2016 ضمن 100 امرأة (بي بي سي).